# Tranebjerg
Tranebjerg es una localidad danesa en el centro de la isla de Samsø. Pese a su reducida población (847 habitantes en 2012), es con mucho la mayor localidad de la isla y la capital del municipio de Samsø.
Tranebjerg, cuyo nombre significa "colina de la grulla", fue una antigua localidad rural dedicada a las actividades agrícolas. En la Edad Media tuvo un castillo, pero éste fue destruido por el pirata Stig Andersen Hvide en 1288. A inicios del siglo XXI, Tranebjerg cuenta con actividades artesanales, comercios, bancos, escuela primaria y el hospital de la isla. También tuvo una escuela técnica en la primera mitad del siglo XX. Actualmente, los estudios secundarios se cursan en el pueblo de Kolby.
Desde 1917 Tranebjerg alberga el Museo de Samsø, que incluye una réplica de una antigua granja de Nordby. La iglesia del pueblo es grande, de estilo gótico construida de ladrillos y con una torre muy alta y masiva. Sus partes más antiguas datan del siglo XIV, pero ha tenido remodelaciones posteriores. Junto a la iglesia se encuentran los restos de los fosos del antiguo castillo. La casa consistorial se encuentra en lo que fue la antigua escuela técnica, una casa de madera diseñada por Anton Rosen.